# アンソニー・ベネット
アンソニー・ハリス・ベネット(英表記Anthony Harris Bennett 、1993年3月14日‐)は、カナダ・オンタリオ州トロント出身のプロバスケットボール選手。ポジションはPF。史上最も最悪なドラフト1位の1人と不名誉な扱いを受けている。

## 来歴

### 高校時代
カナダオンタリオ州のHarold M. Brathwaite Secondary Schoolに入学した。その後アメリカ合衆国ネバダ州のThe Henderson International Schoolに編入してプレーした。

### 大学時代
ネバダ大学ラスベガス校に入学。一年目のシーズンは35試合に出場し、1試合平均16.1得点、8.1リバウンド、1.2ブロックの活躍を見せチームをNCAAトーナメントに導くもチームは2回戦で敗退した。

### NBA
2013年6月に行われたNBAドラフトでクリーブランド・キャバリアーズから1位指名を受けた。カナダ人選手が1位指名を受けるのは初めてのことである。
指名を受けた瞬間「ワオ！」と声が聴こえるが、これはスポーツアナリストであるビル・シモンズの声であり、リアクションからサプライズ指名であることが分かる。

#### クリーブランド・キャバリアーズ (2013–2014)

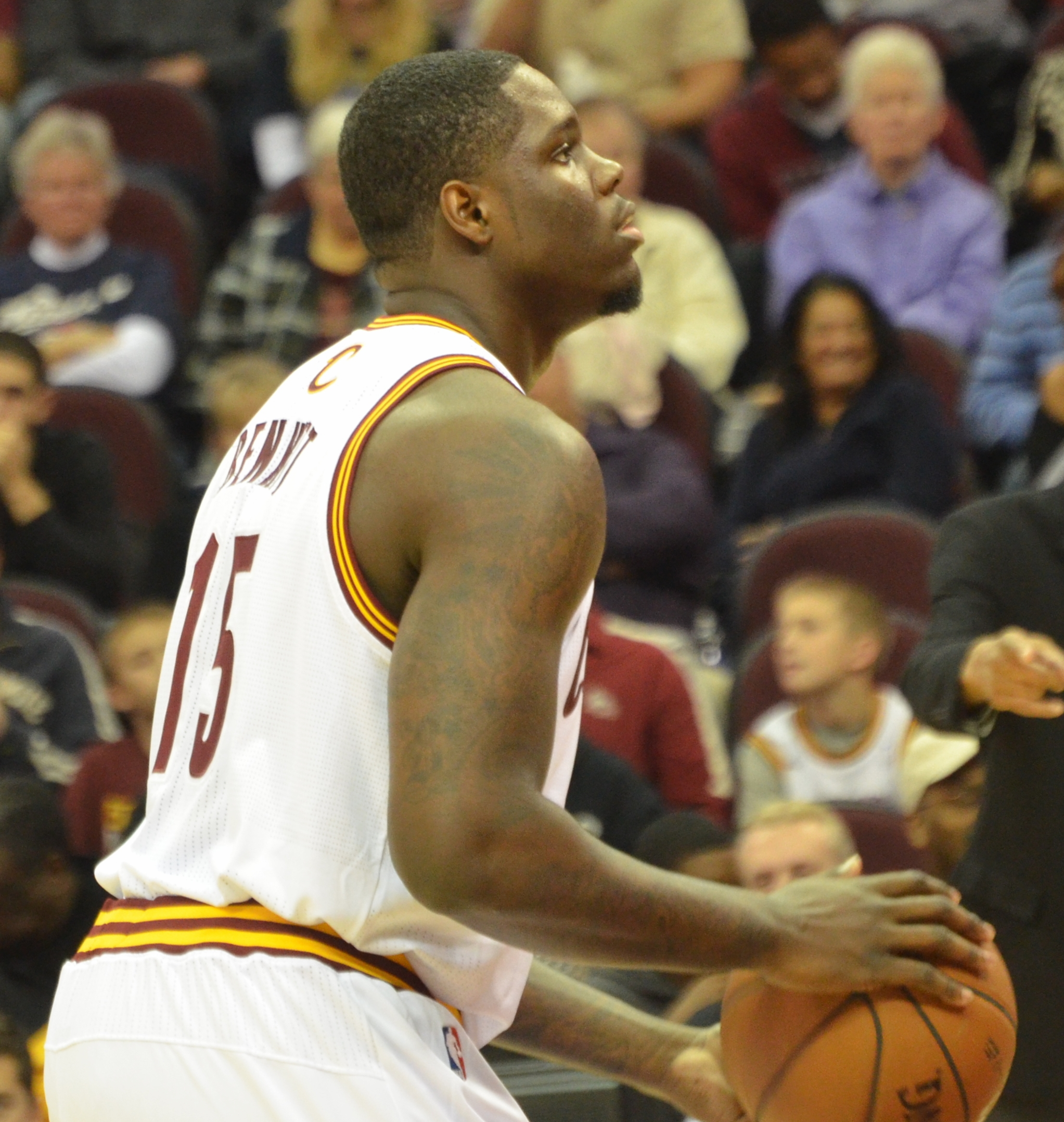
クリーブランド・キャバリアーズ時代のベネット (2013年)

2013年8月20日、ルーキースケール契約をクリーブランド・キャバリアーズと結びNBAプレーヤーとなった。ルーキーシーズンは凡庸なパフォーマンスに終始し、近年で最悪のドラフト1位指名選手との評判も立った。
2014年1月28日、ニューオーリンズ・ペリカンズ戦で、15得点、8リバウンド、1アシスト、1ブロックを記録したが、33試合目で、これが初めての二桁得点の記録であった。1位指名選手の中では、3倍以上の試合数を要した。1位指名選手の3分の2は、初戦で2桁得点を記録している。2014年2月11日、初めてのダブル・ダブル (19得点10リバウンド) を記録した。2013–14シーズンは結局、52試合出場で平均4.2得点、3.0リバウンドの成績に終わった
。
2014年7月のサマーリーグに参加し、平均13.3得点を記録した。

#### ミネソタ・ティンバーウルブズ (2014–2015)
2014年8月23日、ミネソタ・ティンバーウルブズ、フィラデルフィア・セブンティシクサーズ、クリーブランド・キャバリアーズの3チーム間のトレードで、キャバリアーズはケビン・ラブ獲得のために、アンドリュー・ウィギンスと共にベネットをミネソタ・ティンバーウルブズへ放出し、シクサーズはルック・バ・ア・ムーティとアレクシー・シェヴドをミネソタから獲得し、ドラフト1順目指名権をクリーブランドから獲得した。
2014年10月19日、ルーキースケール3年目のオプションを行使し、2015-2016シーズンの延長契約を結んだ。
2014年11月21日、サンアントニオ・スパーズ戦でキャリア最高の20得点を記録した。2015年2月21日、右足首の負傷により、2週間ロースターを外れた。
2015年9月23日、ミネソタ・ティンバーウルブズが、バイアウトで解雇した。

#### トロント・ラプターズ (2015-2016)
ウェイバーが明けて、フリーエージェントとなると、地元カナダのトロント・ラプターズと契約を結んだ。しかし、地元チームでのチャンスを生かすことが出来ず、2016年2月29日に解雇された。

#### ブルックリン・ネッツ (2016-2017）
2016年7月14日、ブルックリン・ネッツと契約。しかし、低迷に苦しむネッツでもチャンスを生かすことが出来ず、2017年1月9日に解雇された。

#### 欧州へ
2017年1月12日、トルコのフェネルバフチェ・ユルケルと契約。ユーロリーグ優勝を経験した。

#### Gリーグへ
2017年9月22日、フェニックス・サンズとトレーニングキャンプに関する契約を結んだが、10月11日に解雇。11月3日にサンズ傘下のノーザンアリゾナ・サンズへの入団が決定した

## カナダ代表

### ユースチーム代表
2009年のU-16アメリカ選手権、2010年のU-17世界選手権で銅メダルを獲得した。

### フル代表
2015年バスケットボール男子アメリカ選手権、2016年リオデジャネイロオリンピック予選、2020年東京オリンピック予選に出場している。

## 個人成績

### NBA

#### レギュラーシーズン
| シーズン | チーム | GP  | GS | MPG  | FG%  | 3P%  | FT%  | RPG | APG | SPG | BPG | PPG |
| -------- | ------ | --- | -- | ---- | ---- | ---- | ---- | --- | --- | --- | --- | --- |
| 2013–14  | CLE    | 52  | 0  | 12.8 | .356 | .245 | .638 | 3.0 | .3  | .4  | .2  | 4.2 |
| 2014–15  | MIN    | 57  | 3  | 15.7 | .421 | .304 | .641 | 3.8 | .8  | .5  | .3  | 5.2 |
| 2015–16  | TOR    | 19  | 0  | 4.4  | .296 | .214 | .900 | 1.2 | .0  | .3  | .0  | 1.5 |
| 2016–17  | BKN    | 23  | 1  | 11.5 | .413 | .271 | .722 | 3.4 | .5  | .2  | .1  | 5.0 |
| 通算     | 通算   | 151 | 4  | 12.6 | .392 | .261 | .670 | 3.1 | .5  | .4  | .2  | 4.4 |

#### NBA G-League
| シーズン | チーム           | GP | GS | MPG  | FG%  | 3P%  | FT%  | RPG | APG | SPG | BPG | PPG  |
| -------- | ---------------- | -- | -- | ---- | ---- | ---- | ---- | --- | --- | --- | --- | ---- |
| 2015–16  | Raptors          | 6  | 4  | 17.9 | .339 | .250 | .786 | 3.2 | .7  | 1.0 | .7  | 9.2  |
| 2016–17  | Long Island      | 2  | 2  | 35.2 | .500 | .462 | .500 | 8.0 | 3.5 | 2.0 | 1.0 | 18.0 |
| 2017–18  | Northern Arizona | 14 | 13 | 20.8 | .552 | .442 | .756 | 5.6 | 1.8 | .6  | .6  | 11.9 |
| 2017–18  | Maine            | 21 | 19 | 30.9 | .440 | .418 | .795 | 7.7 | 1.8 | 1.3 | .6  | 16.0 |
| 2018–19  | A.C. Clippers    | 25 | 7  | 20.9 | .537 | .449 | .831 | 4.6 | 1.3 | .9  | .4  | 12.2 |
| 通算     | 通算             | 68 | 45 | 24.0 | .482 | .422 | .790 | 5.6 | 1.5 | 1.0 | .6  | 13.2 |

### カレッジ
| シーズン | チーム | GP | GS | MPG  | FG%  | 3P%  | FT%  | RPG | APG | SPG | BPG | TO | PPG  |
| -------- | ------ | -- | -- | ---- | ---- | ---- | ---- | --- | --- | --- | --- | -- | ---- |
| 2012–13  | UNLV   | 35 | 31 | 24.1 | .533 | .375 | .701 | 8.1 | 1.0 | 0.7 | 1.2 |    | 16.1 |
| 通算     | 通算   | 35 | 31 | 24.1 | .533 | .375 | .701 | 8.1 | 1.0 | 0.7 | 1.2 |    | 16.1 |

## タイトル

### 高校
- McDonald's All-American

### 大学
- Naismith Player of the Year Finalist
- NCAA Freshman of the Year Finalist
- Mountain West Freshman of the Year
- All-Mountain West First Team
- All-NCAA First Team
- Mountain West Player of the Year Finalist